# Purohita cervina
Purohita cervina är en insektsart som beskrevs av William Lucas Distant 1906. Purohita cervina ingår i släktet Purohita och familjen sporrstritar. Inga underarter finns listade i Catalogue of Life.